# Banjo-Kazooie
Banjo-Kazooie is een 3D-platformspel, ontwikkeld door Rare Ltd. en oorspronkelijk uitgegeven door Nintendo. Het spel kwam in Europa voor het eerst uit op 17 juli 1998 voor de Nintendo 64. Na de overname van Rare door Microsoft werd een vernieuwde versie van het spel in 2008 via Xbox Live Arcade uitgebracht voor de Xbox 360. Deze versie kwam in 2015 ook naar de Xbox One als onderdeel van de Rare Replay compilatiebundel. In 2022 werd het spel inbegrepen bij het Nintendo Switch Online + Expansion Pack-abonnement voor de Nintendo Switch.
Het spel volgt het verhaal van het duo Banjo, een beer, en Kazooie, een vogel, die proberen Banjo's ontvoerde zusje Tooty te redden van Gruntilda de heks. De speler moet zich door negen niet-lineaire werelden navigeren, puzzels oplossen en vijanden verslaan om diverse verzamelobjecten te bemachtigen en daarmee nieuwe secties van het spel vrij te spelen. Doordat het verzamelen van deze objecten centraal staat, wordt het spel vaak aangeduid als een "collectathon", een genre dat vooral na de release van inspiratiebron Super Mario 64 veel populariteit kende.
Oorspronkelijk had Banjo-Kazooie de titel Dream: Land of Giants, een avonturenspel voor de SNES. Tijdens de ontwikkelingsfase is het spel sindsdien meerdere keren veranderd in opzet, kreeg het andere hoofdpersonages en is het project verschoven naar de Nintendo 64. Ondanks deze moeizame periode werd het uiteindelijke spel een commercieel succes; de N64 versie verkocht in totaal meer dan 3,65 miljoen exemplaren, en is daarmee het enig nieuwe intellectueel eigendom die de top 10 meest verkochte Nintendo 64 spellen heeft bereikt. Tot op heden wordt het spel veelal geprezen voor de personages, humor, level design, graphics en soundtrack. In 2000 kreeg het een vervolg getiteld Banjo-Tooie.

## Gameplay
Banjo-Kazooie is een singleplayer driedimensionaal platformspel met action-adventure elementen, waarin de speler de protagonisten Banjo en Kazooie als één personage vanuit een derdepersoonsperspectief bestuurt. Het hoofddoel van het spel is om in de negen gethematiseerde werelden diverse verzamelobjecten te vinden en verzamelen. De speler heeft deze objecten onder andere nodig om nieuwe delen van het spel vrij te spelen. Dankzij het open ontwerp van de werelden kunnen de objecten vaak in een niet-lineaire volgorde worden verkregen. Later in het spel is het mogelijk om de verschillende werelden in eigen volgorde te bezoeken, zolang de speler in de voorafgaande werelden genoeg objecten heeft bemachtigd. De ingang van de werelden zijn onderling verbonden door Gruntilda's Lair, de centrale hubwereld van het spel.
Banjo en Kazooie kunnen vele vaardigheden uitvoeren die geleidelijk aan worden onderwezen door Bottles de mol. De basis wordt aan de speler uitgelegd in Spiral Mountain, de locatie buiten Banjo's huis dat fungeert als tutorial gebied. Het duo leert daar om te springen, klimmen, zwemmen en vechten. Deze vaardigheden worden in de eerste zes werelden door Bottles verder aangevuld. Sommige vaardigheden vereisen dat specifieke items worden verzameld en op peil worden gehouden. Zo worden eieren verzameld en gebruikt als ammunitie om op doelwitten te schieten. Rode veren laten Banjo en Kazooie vliegen, terwijl gouden veren hen tijdelijk onschendbaar maakt.
Het belangrijkste verzamelobject zijn de Jiggies; gouden puzzelstukjes waarmee nieuwe werelden worden vrijgespeeld. Elke wereld verbergt tien Jiggies die worden beloond wanneer Banjo en Kazooie specifieke uitdagingen hebben overwonnen. Naast het navigeren door de werelden zijn deze uitdagingen vaak een kwestie van puzzels oplossen, minigames winnen, NPC's helpen, en vijanden of eindbazen verslaan. In elke wereld wordt één Jiggy uitgereikt wanneer de speler alle van de vijf kleine wezentjes genaamd Jinjo's weet te vinden. Door genoeg Mumbo Tokens te verzamelen kan Banjo in sommige werelden door de sjamaan Mumbo Jumbo in een ander wezen worden getransformeerd, waardoor de speler toegang krijgt tot voorheen onbereikbare Jiggies. Wanneer de speler de onvoltooide puzzellijsten in de hubwereld vindt en genoeg Jiggies heeft verzameld om de puzzel volledig in te vullen, opent een nieuwe deur naar de op de puzzel afgebeelde wereld. Naast Jiggies kan de speler in elke wereld honderd muzieknoten verzamelen, die nodig zijn om de muziekdeuren in de hubwereld te ontgrendelen en nieuwe secties van Gruntilda's Lair vrij te spelen.
Verder worden volle honingraten beloond wanneer de speler een vijand verslaat om de levensbalk van Banjo en Kazooie weer bij te vullen. De speler kan per keer maximaal negen extra levens dragen, die in de vorm van een gouden Banjo-troffee verspreid door het spel te vinden zijn. Ook is het mogelijk om het limiet van de levensbalk met één honingraat te verhogen wanneer de speler zes lege honingraten heeft gevonden, waarvan elke wereld er twee schuilhoudt. Wanneer de levensbalk van de speler leegraakt door een vijand, een val of schade van de omgeving, verliest de speler een leven. Wanneer de speler geen extra levens meer heeft en een game-over veroorzaakt, speelt een cutscene af waarin Gruntilda succesvol is en de schoonheid van Tooty steelt. Een game-over heeft ten opzichte van het verliezen van een leven verder nauwelijks effect; in plaats van dat de speler opnieuw aan het begin van een wereld spawnt, start het spel opnieuw op en wordt de speler teruggezet naar de ingang van Gruntilda's Lair. Op de muzieknoten na blijven de behaalde verzamelobjecten behouden.

## Plot
Het verhaal speelt zich af in het afgelegen Spiral Mountain. Geobsedeerd met haar uiterlijk vraagt de lelijke heks Gruntilda van haar magische ketel Dingpot rijmend wie de mooiste van het land is. Hoewel ze is overtuigd dat zij zelf de mooiste is, krijgt ze te horen dat die titel aan de dichtbijwonende honingbeer Tooty toebehoort. Jaloers en woedend vertrekt de heks op haar bezem uit haar schuilplaats om Tooty te kidnappen. Ondertussen bezoekt een onbewuste Tooty het huis van haar nog slapende broer Banjo, omdat ze met hem op avontuur wil gaan. Terwijl ze buiten met haar vriend Bottles praat, wordt ze door de heks ontvoerd. Tijdens de kidnapping wordt Banjo wakkergemaakt door zijn vriendin Kazooie, een roodgekuifde "breemeeuw" die in zijn rugzak leeft, waarna het duo op pad gaat om Banjo's zusje te redden.
Klungo, een volgeling van de heks, heeft voor Gruntilda een machine gebouwd die de schoonheid van Tooty naar Gruntilda kan overdragen. Banjo en Kazooie moeten zich nu naar de top van Gruntilda's Lair, de toren van de heks, navigeren om Tooty te redden voordat zij haar uiterlijk wordt ontnomen. Tijdens hun avontuur krijgen ze hulp van Bottles, die hen nieuwe trucjes leert. Ook de sjamaan en Gruntilda's voormalige leraar Mumbo Jumbo staat hen bij door Banjo in sommige werelden om te toveren tot een ander wezen. Daarnaast redden ze de Jinjo's; kleine wezentjes die de heks in de werelden heeft gevangengenomen.
Wanneer het hen lukt om Gruntilda te bereiken, worden Banjo en Kazooie geforceerd om aan een dodelijke trivia quiz over het voorafgaande avontuur deel te nemen. Tooty is namelijk een van de hoofdprijzen van de quiz. Nadat het duo de quiz wint, en de heks naar het dak van haar toren vlucht, bevrijden ze Tooty. De hereniging wordt vervolgens bij hen thuis gevierd met een barbecue. Banjo's zus is echter niet gerust over het lot van de heks, waarna het duo de achtervolging inzet en de heks op de toren confronteert. Na een hevige strijd en met hulp van de Jinjo's wordt de heks verslagen en valt ze van haar toren naar Spiral Mountain. Ze wordt in de krater van haar val door een vallend rotsblok in de grond opgesloten. Gruntilda zweert wraak op Banjo en Kazooie terwijl Klungo tevergeefs de rots probeert te verwijderen.

## Werelden

#### Overworld
- Banjo's huis
- Spiral Mountain
- Gruntilda's Lair

#### Levels
- Mumbo's Mountain
- Treasure Trove Cove
- Clanker's Cavern
- Bubblegloop Swamp
- Freezeezy Peak
- Gobi's Valley
- Mad Monster Mansion
- Rusty Bucket Bay
- Click Clock Wood

#### Geschrapte werelden
Aanvankelijk stonden 16 levels gepland. De zeven ontbrekende levels zijn waarschijnlijk geschrapt door een te hoge tijdsdruk. Het grootste deel van de tot nu toe bevestigde geschrapte werelden zijn in het vervolg Banjo-Tooie in aangepaste vorm hergebruikt. 
- Forest (Fungus Forest) - Over het algemeen wordt aangenomen dat Fungus Forest de voorganger was van het level Fungi Forest in Donkey Kong 64, hoewel het onbekend is waarom het level van spel is verplaatst en in hoeverre de twee versies overeenkomen.
- Lava World (Mount Fire Eyes) - De Lava World is een van de laatst geschrapte werelden en wordt in Click Clock Wood door een van de NPC's naar verwezen. De basis van dit level werd opgenomen in de vurige helft van Hailfire Peaks in Banjo-Tooie.[6]
- Temple (Mayahem Temple) - Het eerste level in Banjo-Tooie.
- Mine (Glitter Gulch Mine) - Het tweede level in Banjo-Tooie.
- Fairground (Witchy World) - Het derde level in Banjo-Tooie.

Tot op heden wordt de zogenoemde Temple Test Level, waarvan de beta tijdens E3 1997 beelden heeft getoond, vaak verward als een geschrapte wereld. Dit was echter een ontwikkelaarslevel dat gebruikt werd om de 3D gameplay van het spel uit te testen. De overige twee geschrapte werelden zijn vooralsnog onbekend. Mogelijk werd ooit een waterwereld overwogen, aangezien componist Grant Kirkhope in 2013 beta-muziek van Banjo-Kazooie had vrijgegeven, waaronder een track met het melodie van Atlantis, het onderwaterdeel van Jolly Roger's Lagoon en het vierde level in Banjo-Tooie.

## Ontwikkeling

### Project Dream
Nadat het team achter de game Donkey Kong Country 2: Diddy's Kong Quest (1995) de ontwikkeling van het SNES spel had afgerond, werd het team in twee delen gehalveerd. Een deel zou werken aan Donkey Kong Country 3: Dixie Kong's Double Trouble (1996) terwijl het andere deel met een geheel nieuwe titel begon. De hoofd ontwerper van dit team, Gregg Mayles, kreeg interesse om een RPG-spel ontwikkelen. Geïnspireerd door de The Legend of Zelda serie had Mayles de visie om een avontuurlijk en magisch sprookje als uitgangspunt te nemen. De codenaam Dream benadrukte het fantasie thema. Tijdens de ontwikkelingsfase kreeg het spel de naam Dream: Land of Giants, waarbij een reus (The Giant) vermoedelijk de slechterik zou zijn.
Het uiteindelijke verhaal zou over de jongen Edison gaan, die met zijn vriendin Madeleine op avontuur gaat om een bende piraten te stoppen. De piraten, geleid door Captain Blackeye (later een NPC in Banjo-Tooie), hadden als doel om het fictieve en zeldzame materiaal "floaty" te stelen. Met genoeg floaty zouden ze hun schepen kunnen laten zweven, waardoor ze niet langer tot de zeeën beperkt zouden zijn en dus makkelijker het land konden veroveren. Tijdens het verhaal zou Edison het ook moeten opnemen tegen fantasiewezens, zoals trollen en orks, en kreeg hij hulp van zijn huisdieren Digger de hond en Billy de papagaai. Later merkte Mayles dat Edison door deze hulp snel overbodig werd, en besloot om alle vaardigheden weer op één personage terug te laten vallen. Het spel zou een isometrisch perspectief hebben en dezelfde hooggeprezen grafische techniek als dat van de Donkey Kong Country spellen gebruiken, waarin vooraf gerenderde 3D-modellen naar tweedimensionale sprites werden omgezet. Ondanks een voor de SNES visueel zeer indrukwekkend resultaat, werd het spel vanwege de verouderde SNES hardware en de opkomst van de nieuwe generatie spelcomputers echter al na een paar maanden opgeschoven naar de Nintendo 64.
Na de overgang naar de N64 veranderde het spel in een complexere 3D RPG. Vanwege de vrees dat het spel te kinderachtig op het publiek zou overkomen, werd het magisch sprookjesgevoel geleidelijk uitgefaseerd en de focus vollop het piratenthema verlegd. De verwachting was dat deze toonverschuiving een groter publiek zou trekken. De titel van het spel werd toen simpelweg verkort tot Dream. Het piratenthema zou later door Mayles gebruikt worden voor de ontwikkeling van het spel Sea of Thieves (2016). Omdat slechts de protagonist nog onveranderd was en de tekenaar Steve Mayles de indruk kreeg dat zijn ontwerp te algemeen zou zijn, werd besloten om Edison te vervangen met een van de anthropomorfische NPC's. Aanvankelijk werd een konijn overwegen, maar uiteindelijk koos de ontwikkelaars voor een beer, die ze later Banjo noemden. Ze gaven hem een rugzak waarin hij tijdens zijn avontuur al zijn voorwerpen zou bewaren. Rond dezelfde tijd werd Banjo als speelbaar karakter toegevoegd aan Diddy Kong Racing (1997), een spel waar het andere Rare team aan werkte.
Al snel werd duidelijk dat het spel te ambitieus werd. Rare wilde gebruikmaken van een nieuwe techniek waarbij het landschap gevormd kon worden door polygons te rekken en verticaal te verplaatsen, echter was de CPU van de N64 niet snel genoeg om dit aan te kunnen. Vanwege de toenemende grootte van het spel kreeg het team moeite om de framerate op constante en acceptabele niveaus te houden. De ontwikkelaars besloten Project Dream te schrappen en weer terug te schalen naar een kleiner en beter beheersbaar platformspel. Componist Grant Kirkhope had inmiddels meer dan 100 nummers voor Dream geschreven, waarvan een groot deel van de melodieën later in de Banjo-Kazooie en Viva Piñata spellen werden hergebruikt. Het introlied van Captain Blackeye inspireerde later het introconcert van Banjo-Kazooie, waar oorspronkelijk ook in gezongen zou worden.

### Kazoo
Rond het begin van 1997 was Dream geschrapt en begon het team met het ontwikkelen van een 2.5D-platformer, een genre waar de ontwikkelaars beter bekend mee waren. Volgens oude Rare documenten zou dit spel Kazoo heten. Met een vaste camera kon de speler zowel horizontaal als in de diepte door het level bewegen. De speler zou voor het eerst puzzelstukjes verzamelen, die bemachtigd konden worden wanneer genoeg fruit was verzameld en naar de vijf bijbehorende "fruit huizen" werd gebracht.
Ondanks de nieuwe opzet bleef Banjo de protagonist. Hij kreeg de uitstraling van een skateboarder; zijn animaties leken op skateboard moves en hij droeg naast zijn iconische blauwe rugzak en gele broek een honkbalpet en sneakers. Vergelijkbaar met de tonnen in Donkey Kong Country kon Banjo onder andere voetballen, bowling ballen en waterballonnen oppakken en naar vijanden gooien. Wanneer Banjo geraakt werd door een vijand zou hij eerst z'n pet, dan zijn sneakers en bij een derde klap een leven verliezen. Gregg Mayles was niet tevreden met deze esthetiek en het idee werd snel geschrapt.
Het team wilde Banjo vanwege de nieuwe platformelementen een dubbele sprong geven, een vaardigheid dat niet rijmde met een zware beer. Ze besloten Banjo's rugzak een paar vleugels te geven om deze dubbele sprong te realiseren. Ook moest Banjo sneller kunnen rennen, waardoor een paar poten aan de rugzak werden toegevoegd. Hierop besloot het team een in Banjo's rugzak wonende vogel te ontwerpen. Als tweede protagonist kreeg zij aanvankelijk de naam Tweeter, maar werd later hernoemd naar Kazoo. Banjo en vermoedelijk Kazoo werden vernoemd naar de kleinzoon Banjo respectievelijk de zoon Katsuhito van Hiroshi Yamauchi, de toenmalige CEO van Nintendo. Vermoedelijk ontstond tegelijkertijd de uiteindelijke associatie met hun respectievelijke muziekinstrumenten die het duo in het intro van Banjo-Kazooie bespelen. Het contrast tussen de twee instrumenten illustreerden tevens de tegenstelde karakters van het duo. De eerste versie van Tooty (toen nog Piccolo genoemd) kreeg ook in deze fase vorm.
Voor dit spel werd dezelfde techniek gebruikt om de levels te vormen als in Dream 64, maar ondanks een kleinere schaal werden de prestaties onvoldoende verbeterd. Na een vroege versie van Super Mario 64 te hebben gezien, vond het Kazoo team hun spel er gedateerd uitzien. Tegelijkertijd waren ze onder de indruk met het prototype van Twelve Tales: Conker 64, een platformspel waar het andere Rare team vooruitgang mee boekte en uiteindelijk Conker's Bad Fur Day zou worden. Ze besloten na twee maanden de opzet van Kazoo nog een laatste keer te herontwerpen. Een screenshot van Kazoo is als easter egg in het frame op de kast in Banjo's huis te zien, vaak door fans verward voor een afbeelding van het geschrapte Banjo-Kazooie level Fungus Forest.

### Banjo-Kazoo
Vanaf maart 1997 ontwikkelde het team de uiteindelijke versie van Banjo-Kazooie. In de eerste maanden heette het spel nog Banjo-Kazoo, maar vanwege copyright moeilijkheden moesten ze de titel op het laatste moment aanpassen. Al na een week lukte het om de eerste wereld, Spiral Mountain, in werking te krijgen. Een temple test level werd ontworpen om hun zelfgemaakte 3D engine en de besturing van het spel uit te testen. De piraten werden vervangen door de heks Gruntilda, en ironisch genoeg veranderde het spel van het piratenthema in Dream 64 weer terug naar een sprookje zoals in Land of Giants. Aanvankelijk zou het script van Banjo-Kazoo worden ingesproken, maar dit idee werd geschrapt omdat het team de ontwikkelingstijd wilde beperken. Er werd besloten om de personages te laten "brabbelen", waarbij door de ontwikkelaars ingesproken teksten en geluidseffecten in lettergrepen werden opgesplitst en tijdens het spreken willekeurig achter elkaar werden afgespeeld.
De beta-versie van Banjo-Kazooie werd voor het eerst tentoongesteld tijdens E3 1997, waarin een vroege versie van de eerste vier levels is te zien. Sinds de beta zijn in deze levels vooral de textures aangepast. Daarnaast is het uiterlijk van Kazooie veranderd, evenals dat van een aantal vijanden en NPC's. Animaties en geluidseffecten voor het verzamelen van objecten en de achtergrondmuziek van de eerste twee levels zijn in de tussentijd ook aangepast.
Vlak voor de release werd een speciale modus genaamd Stop 'N' Swop geschrapt, waarbij het spel gebruikmaakte van de RAM van de N64 om data van Banjo-Kazooie over te dragen naar andere Rare spellen. De bedoeling was dat de speler cheat codes invoerde om geheime locaties in voorheen bezochte levels te ontgrendelen en daar speciale eieren en een ijssleutel te verzamelen. Hiermee kon vervolgens door het wisselen van de N64 cartridge in onder andere Banjo-Tooie speciale content worden vrijgespeeld. Stop 'N' Swop werd geschrapt toen de ontwikkelaars merkten dat de RAM-inhoud in nieuwere revisies van de Nintendo 64 console na slechts een seconde verdween, en vreesden dat consumenten hun spel zouden beschadigen door hun cartridges te snel om te wisselen. In de postcredits cutscene van de uiteindelijke versie laat Mumbo de speler echter nog wel beelden zien van de geheime locaties en de speciale verzamelobjecten. Pas jaren later werden de cheat codes ontdekt om de locaties te ontgrendelen en is gebleken dat de objecten alsnog te verkrijgen zijn. De functionaliteit van deze objecten is echter wel geschrapt.
Een tweede postgame modus werd ook geschrapt. Nadat de speler Gruntilda heeft verslagen, probeert ze vlak voor haar val een vloek over Banjo en Kazooie uit te spreken. Hoewel de toverspreuk in de uiteindelijke versie mist, was het oorspronkelijk de bedoeling dat Banjo in een kikker veranderde en de speler als zijn zusje Tooty opnieuw door de negen wereld moest navigeren om unieke objecten te verzamelen en Banjo terug te transformeren. Het team was niet enthousiast over deze modus en door een toenemende tijddruk van de deadline werd besloten om de modus niet te implementeren.
Na anderhalf jaar werd het spel voor het eerst uitgebracht in Noord-Amerika, later volgden Europa, Oceanië en Japan.

### Xbox Live Arcade-versie
Nadat het toenmalige Rareware werd overgenomen door Microsoft Game Studios, is het spel op 12 december 2008 geporteerd naar de Xbox 360 door het bedrijf 4J Studios als Xbox Live Arcade (XBLA) spel, evenals het vervolg Banjo-Tooie. Deze versie werd uitgebracht ter viering van het 10-jarig jubileum van de franchise en de release van Banjo-Kazooie: Nuts & Bolts, het derde mainline spel in de franchise, op 11 november 2008. Tot op heden is deze versie beschikbaar via de Xbox Live Marketplace. De resolutie is ten opzichte van het origineel opgeschaald naar HD en gebruikt Dolby Digital 5.1 voor surround sound. De HUD kreeg een revisie en alle referenties naar Nintendo zijn vanwege copyright uit het spel verwijderd. Qua gameplay is het spel grotendeels onveranderd. Het voornaamste verschil is dat deze versie de door de speler verzamelde muzieknoten bewaard, waardoor elke muzieknoot slechts eenmalig hoeft worden verzameld. In het origineel respawnen de muzieknoten zodra de speler een leven verliest of een level verlaat, waarbij alleen het record aan verzamelde muzieknoten per wereld bijdraagt aan het totaalsom dat wordt gebruikt om de muziekdeuren in Gruntilda's Lair te openen. Daarnaast is een werkende doch aangepaste versie van Stop 'N' Swop toegevoegd waarmee in-game content in Banjo-Tooie en Banjo-Kazooie: Nuts & Bolts kan worden vrijgespeeld. De XBLA-versie was in 2015 toegevoegd aan de Rare Replay compilatiebundel voor de Xbox One. In 2019 kreeg deze versie de optie om op een resolutie van native 4K te spelen.

## Ontvangst

### Recensies
Banjo-Kazooie werd door journalisten lovend ontvangen. Vanwege het vergelijkbare genre wordt het spel veelal vergeleken met Super Mario 64, tevens een van de inspiratiebronnen van het spel. Hoewel Super Mario 64 tot op heden beschouwd wordt als een van de beste spellen op de Nintendo 64, beschouwden sommige critici het spel als gedateerd wanneer het met Banjo-Kazooie werd vergeleken.
Critici prezen vooral de graphics van het spel. Kenmerkend was de voor de tijd veel gedetailleerde texturen die in de werelden gebruikt werden en het detail van de karaktermodellen. De animaties, lange renderafstand, stabiele framerate, speciale belichting en transparantie-effecten droegen aan dit sentiment bij, en de programmeurs werden gecomplimenteerd voor de prestaties die het spel uit de N64 hardware heeft weten te krijgen. Daarnaast was men positief over de open doch compacte level design en de nadruk die het spel op het verkennen van de werelden legt. Het spel werd verder gekenmerkt door de vermakelijke, humoristische en goed geschreven karakters en het simpele en effectieve ontwerp van de personages.
Ook de memorabele en eigenzinnige muziek van Grant Kikrhope is hooggeprezen. Banjo-Kazooie was een van de eerste spellen die gebruikmaakte van een dynamische soundtrack, waarbij de instrumentatie van de soundtrack veranderde afhankelijk van waar de speler zich in de wereld bevindt. Bovendien ontleende Kirkhope vaak motieven uit populaire deuntjes en maakte hij veel gebruik van de overmatige kwart, het grootste interval vanaf de grondtoon die het contrast tussen het karakter van Banjo en Kazooie benadrukken.
Ondanks de positieve recensies kreeg het spel ook negatieve kritiek. Het meestgenoemde is de onhandige camera die het spel in sommige secties moeilijk speelbaar maakt. Critici vonden het frustrerend dat muzieknoten opnieuw verzameld moeten worden wanneer de speler een level verlaat of een leven verliest. Ook werd de herspeelbaarheid negatief beïnvloed doordat het spel vergeleken met andere collectathons als relatief kort en makkelijk wordt ervaren, en werd het spel door de vele overeenkomsten met andere 3D-platformers door sommigen als ongeïnspireerd bestempeld. 
| Aggregaat       | Aggregaat |
| Aggregator      | Score     |
| --------------- | --------- |
| GameRankings    | 92%       |
| Metacritic      | 92/100    |
| Review scores   |           |
| Publicatie      | Score     |
| AllGame         | 4.5/5     |
| Edge            | 8/10      |
| GamePro         | 5/5       |
| GameRevolution  | A-        |
| GameSpot        | 9.5/10    |
| IGN             | 9.6/10    |
| N64 Magazine    | 92%       |
| Next Generation | 4/5       |
| Nintendo Power  | 9.2/10    |
| Power Unlimited | 91%       |

De Xbox Live Arcade-versie was met een Metacritic score van 77/100 door critici over het algemeen goed ontvangen. Hoewel sommige publicaties, zoals Eurogamer, het relatief onveranderd spel als gedateerd bestempelde, waren meerderen het eens dat het een goede iteratie van een klassieker is en werd het toen als een van de beste Xbox Live Arcade spellen beschouwd. Recensenten van de XBLA-versie uitten echter veel kritiek op de hoge prijs die Microsoft voor het geporteerde retrospel vraagt.

### Verkoopcijfers
Vlak na de release presteerde Banjo-Kazooie zeer goed in de Verenigde Staten en het Verenigd Koninkrijk. Op 21 September 1998 stond het spel bovenaan de Britse hitlijsten. In Japan bereikte Banjo-Kazooie de top 10 van Famitsu's lijst van verkoopcijfers voor de eerste week na de Japanse release, waar het 177.000 exemplaren verkocht. Op het 1999 Milia festival in Cannes kreeg het spel een gouden prijs voor het binnenhalen van een opbrengst boven de €26 miljoen binnen de Europese Unie. In maart 2003 had het spel in Japan meer dan 405,000 exemplaren verkocht. In december 2007 had het spel meer dan 1,8 miljoen exemplaren in de VS verkocht. De totale verkoopcijfers van de N64-versie overtreffen 3,65 miljoen exemplaren. De verkoopcijfers van de XBLA-versie zijn onbekend.

### Prijzen
Tijdens de Interactive Achievement Awards (het hedendaagse D.I.C.E. Awards) in 1999 won Banjo-Kazooie in de categorieën "Console Action/Adventure" en "Art Direction". Bovendien was het genomineerd voor "Console Adventure Game of the Year" en "Game of the Year".

## Nalatenschap
Banjo-Kazooie wordt vaak genoemd als een van de beste Nintendo 64-spellen, en soms zelfs een van de beste computerspellen aller tijden. Een vervolg, Banjo-Tooie, werd in 2000 voor de Nintendo 64 uitgebracht. Het spel neemt grotendeels de gameplay van zijn voorganger over. De Banjo-Kazooie reeks werd de komende jaren uitgebreid met de release van de spin-offs Banjo-Kazooie: Grunty's Revenge (2003) en Banjo-Pilot (2005) voor de Game Boy Advance. De personages Banjo en Kazooie bleken populair en werden op een gegeven moment overwogen als mascotte van de Xbox 360 console. In 2008 werd een derde spel getiteld Banjo-Kazooie: Nuts & Bolts voor de Xbox 360 uitgebracht. In dit spel bouwt de speler voertuigen om uitdagingen te overwinnen. In die zin wijkt Nuts & Bolts af van zijn voorgangers. Dit tot ergernis van veel fans, die na een acht-jarige kloof tussen de release van het tweede en derde deel hadden gehoopt op een nieuw 3D-platformspel, vaak door fans genoemd als Banjo-Threeie.
Een spirituele opvolger van Banjo-Kazooie met de titel Yooka-Laylee werd in 2015 op Kickstarter gepitcht door een klein team voormalige Rare-ontwikkelaars en leverde na een maand ruim ₤ 2 miljoen op. Het spel werd in 2016 uitgebracht. In 2017 werd A Hat in Time, een ander Kickstarter indiespel dat (deels) geïnspireerd was door Banjo-Kazooie, uitgebracht.
Verder kreeg Banjo-Kazooie in latere Rare-spellen cameo's, waaronder in Conker's Bad Fur Day, Grabbed by the Ghoulies, Vivia Piñata en Sea of Thieves. Inmiddels zijn Banjo en Kazooie onderdeel van DLC van meerdere spelen. Zo zijn ze speelbaar in de Xbox-versie Sonic & SEGA All-Stars Racing, en kregen ze skins in Minecraft en in Sea of Thieves. Tijdens E3 2019 werden Banjo en Kazooie als één vechter aangekondigd voor de eerste DLC pas van Super Smash Bros. Ultimate en kwamen samen met Spiral Mountain als stage uit op 4 september 2019. Diverse deuntjes van het originele spel kregen een arrangement. Banjo-Kazooie is daarmee de eerste niet-Japanse franchise die in de Super Smash Bros. serie door een vechter werd vertegenwoordigd.

## Trivia
- Het spel is opgenomen in het boek 1001 Video Games You Must Play Before You Die van Tony Mott.